# Chincua
Chincua är en ort i Mexiko.   Den ligger i kommunen Senguio och delstaten Michoacán de Ocampo, i den södra delen av landet, 130 km väster om huvudstaden Mexico City. Chincua ligger 2 438 meter över havet och antalet invånare är 701.
Terrängen runt Chincua är lite bergig. Runt Chincua är det ganska tätbefolkat, med 192 invånare per kvadratkilometer. Närmaste större samhälle är Tlalpujahua de Rayón, 13,1 km öster om Chincua. I omgivningarna runt Chincua växer huvudsakligen savannskog.